# Hamilton (gmina w Ontario)
Hamilton – gmina (ang. township) w Kanadzie, w prowincji Ontario, w hrabstwie Northumberland.
Powierzchnia Hamilton to 256,04 km². Według danych spisu powszechnego z roku 2001 Hamilton liczy 10 785 mieszkańców (42,12 os./km²).